# Thierry Bollin
Pour les articles homonymes, voir Bollin.
Thierry Bollin, né le 11 janvier 2000, est un nageur suisse.

## Carrière
Thierry Bollin est médaillé de bronze sur 100 mètres dos aux Championnats d'Europe juniors de natation 2017 à Netanya ainsi que sur 50 mètres dos aux Championnats d'Europe juniors de natation 2018 à Helsinki.
Thierry Bollin remporte sa première médaille internationale chez les seniors en décembre 2023 en obtenant le bronze sur 50 mètres dos aux Championnats d'Europe de natation en petit bassin 2023 à Otopeni.

## Palmarès

### Championnats d'Europe

#### Petit bassin
- Championnats d'Europe 2023 à Otopeni ( Roumanie) :
  -  Médaille de bronze du 50 mètres dos.